# Сосновец (Петриковский район)
Сосновец (бел. Саснавец) (до 30 июля 1964 года Монастырь) — деревня в Бабуничском сельсовете Петриковского района Гомельской области Беларуси.
На юге, севере и западе граничит с лесом.

## География

### Расположение
В 12 км на север от Петрикова, 12 км от железнодорожной станции Муляровка (на линии Лунинец — Калинковичи), 187 км от Гомеля.

### Гидрография
На востоке мелиоративный канал.

## Транспортная сеть
Рядом автодорога Лунинец — Калинковичи. Планировка состоит из прямолинейной улицы близкой к широтной ориентации, застроенной редко деревянными усадьбами.

## История
По письменным источникам известна с XVIII века как селение в Мозырском повете Минского воеводства Великого княжества Литовского. После 2-го раздела Речи Посполитой (1793 год) в составе Российской империи. Согласно переписи 1897 года в Петриковской волости. В 1932 году организован колхоз. Во время Великой Отечественной войны 12 жителей погибли на фронте. Согласно переписи 1959 года в составе совхоза «Заветы Ильича» (центр — деревня Бабуничи).

## Население

### Численность
- 2004 год — 9 хозяйств, 13 жителей.

### Динамика
- 1795 год — 6 дворов.
- 1897 год — 10 дворов, 59 жителей (согласно переписи).
- 1908 год — 71 житель.
- 1925 год — 17 дворов.
- 1959 год — 60 жителей (согласно переписи).
- 2004 год — 9 хозяйств, 13 жителей.